# Spešnevo-Ivanovskoe
Spešnevo-Ivanovskoe è un centro abitato della Russia.